# Virginia Katz
Virginia Katz (geb. vor 1987) ist eine US-amerikanische Filmeditorin.
Virginia Katz ist die Tochter des Filmeditors Sidney Katz. Sie wuchs im Westchester County, New York, auf und wurde ab 1970 als Schnitt-Assistentin tätig. In den frühen 1980er Jahren kam sie nach Los Angeles. Sie hat bei fast allen Produktionen des Regisseurs Bill Condon mitgewirkt. Für den Film Dreamgirls wurde sie mit dem ACE-Eddie ausgezeichnet und für den Satellite Award nominiert.

## Filmografie (Auswahl)
- 1986: Wer ist meine Frau (Who Is Julia?, Fernsehfilm)
- 1987: Sister, Sister
- 1989: Traveling Man (Fernsehfilm)
- 1990: Der Unglücksritter (Opportunity Knocks)
- 1991: Frauen hinter Gittern (Prison Stories: Women on the Inside, Fernsehfilm)
- 1991: Haß des Südens (White Lie, Fernsehfilm)
- 1991: Der perfekte Mord (Dead in the Water, Fernsehfilm)
- 1992: Allein mit der Angst (Treacherous Crossing, Fernsehfilm)
- 1992: Ein dreckiger Job (Dirty Work, Fernsehfilm)
- 1992: Teuflische Intrigen (Ulterior Motives)
- 1993: Das Biest hinter der Maske (Deadly Relations, Fernsehfilm)
- 1994: Der Mann, der niemals starb (The Man Who Wouldn’t Die, Fernsehfilm)
- 1994: Klippe des Todes (Incident at Deception Ridge, Fernsehfilm)
- 1995: Candyman 2 – Die Blutrache (Candyman: Farewell to the Flesh)
- 1995: Bis der Tod uns scheidet (Till the End of the Night)
- 1995: In den Krallen der Leidenschaft (Serpent’s Lair)
- 1997: Anleitung zum Mord (Close to Danger, Fernsehfilm)
- 1997: Buried Alive – Lebendig begraben 2 (Buried Alive II, Fernsehfilm)
- 1998: Gods and Monsters
- 1998: Killers in the House (Fernsehfilm)
- 2000: The Expendables (Fernsehfilm)
- 2000: Geppetto, der Spielzeugmacher (Geppetto, Fernsehfilm)
- 2001: Her Majesty
- 2001–2003: Alias – Die Agentin (Alias, Fernsehserie, 14 Folgen)
- 2002: Die innere Stimme (Damaged Care, Fernsehfilm)
- 2004: Kinsey – Die Wahrheit über Sex (Kinsey)
- 2005: A Little Trip to Heaven
- 2005: Mrs. Palfrey at the Claremont
- 2006: Fearless (Huo Yuan Jia)
- 2006: Dreamgirls
- 2009: Verrückt nach Steve (All About Steve)
- 2010: Burlesque
- 2011: Breaking Dawn – Biss zum Ende der Nacht, Teil 1 (The Twilight Saga: Breaking Dawn – Part 1)
- 2012: Breaking Dawn – Biss zum Ende der Nacht, Teil 2 (The Twilight Saga: Breaking Dawn – Part 2)
- 2013: Inside Wikileaks – Die fünfte Gewalt (The Fifth Estate)
- 2015: Mr. Holmes
- 2017: Die Schöne und das Biest (Beauty and the Beast)
- 2019: The Good Liar – Das alte Böse (The Good Liar)
- 2020: Jingle Jangle Journey: Abenteuerliche Weihnachten! (Jingle Jangle: A Christmas Journey)
- 2021: Come from Away